# Joaquim de March i Virgili
Joaquim de March i Virgili (Vila-seca, 17 de juny de 1775 - Reus, segle XIX) va ser un advocat català.
Era el segon fill de Bonaventura de March i de Santgenís, un comerciant reusenc ennoblit, i germà de Joan de March i Virgili, Josep Antoni de March i Virgili i Tomàs de March i Virgili. Va estudiar lleis a Osca i va exercir a Reus d'advocat. Per motius que no es coneixen prou es va enemistar amb el seu pare, com també va passar amb el seu germà gran Joan, i Bonaventura de March els va desheretar. De les discrepàncies entre pare i fill en dona testimoni el fet que l'any 1806 va haver d'anar acompanyat del notari Ferrater Selma a la casa March, la casa familiar situada al carrer de Sant Joan de Reus, per retirar les seves pertinences. Entre les coses que es va endur hi figuraven vint-i-tres llibres de lleis. El testament patern va estipular que només havia de rebre la llegítima que li correspongués, de la qual s'havien de descomptar les despeses que hi va haver per l'obtenció del grau de doctor en lleis.
D'ideologia liberal, com el seu germà gran, va ser nomenat jutge de Berga a l'inici del Trienni liberal. Amb l'arribada de l'absolutisme va ser destituït i tornà a Reus, on va morir en data desconeguda.